# Миколаївка (Тягинська сільська громада)
Микола́ївка — село в Україні, у Тягинській сільській громаді Бериславського району Херсонської області. Населення становить 858 осіб.

## Населення

### Мовний склад
Рідна мова населення за даними перепису 2001 року:
| Мова       | Чисельність, осіб | Доля     |
| ---------- | ----------------- | -------- |
| Українська | 731               | 85,20 %  |
| Російська  | 125               | 14,57 %  |
| Інше       | 2                 | 0,23 %   |
| Разом      | 858               | 100,00 % |

## Історія

### Російське вторгнення в Україну (з 2022)
24 лютого 2022 року село було окуповане російськими військами в перший день вторгнення.
11 листопада 2022 було звільнено від російської окупації Збройними силами України в ході контрнаступу в Херсонській області.
Після звільнення опинилось на лінії вогню та під постійним вогнем російських військових зі сторони Лівобережжя Херсонської області.
23 лютого 2023 року російським артобстрілом було зруйновано фельдшерський пункт у селі.
У червні 2023 року було тимчасово затоплено внаслідок знищення греблі Каховської ГЕС росіянами.
24 серпня 2023 року російські військові вчергове обстріляли село, поранивши місцевого жителя.